# Rui Machado
Pour les articles homonymes, voir Machado.
Rui Machado, né le 10 avril 1984 à Faro, est un joueur de tennis portugais, professionnel de 2002 à 2016.

## Carrière
Il n'a jamais atteint de finale sur le circuit ATP aussi bien en simple qu'en double. En revanche, sur le circuit Challenger, il a remporté huit tournois en simple (Meknès et Athènes en 2009, Naples et Asunción en 2010, Marrakech, Rijeka, Poznań et Szczecin en 2011) et un en double (Poznań en 2010).
Il réalise une série de 32 victoires pour 3 défaites début 2008 avec notamment six titres ITF dont quatre d'affilée. En août, issu des qualifications, il élimine Rik De Voest au premier tour de l'US Open puis s'incline en cinq sets contre Fernando Verdasco (6-75, 7-65, 6-4, 6-76, 6-0). Lors du tournoi de Roland-Garros en 2009, il élimine Kristof Vliegen en cinq sets.
Son meilleur résultat dans un tournoi ATP est un quart de finale à Estoril en 2010 et à Costa do Sauípe en 2011.
En 2012, blessé au genoux pendant l'été, il écourte sa saison et ne revient qu'en février 2013 sur le circuit ITF et remporte 5 tournois dans cette catégorie. En 2014, à Estoril, il élimine Dmitri Toursounov sur le score de 6-0, 6-0. Début 2015, il remporte trois tournois consécutifs au Sri Lanka.
Il est membre de l'équipe du Portugal de Coupe Davis depuis 2003. En 2009, il a battu un Algérien 6-0, 6-0, 6-0. En 2011, il a perdu un match contre Roger Federer (5-7, 6-3, 6-4, 6-2). Il devient capitaine de l'équipe en 2019.

## Palmarès

### Titre en simple
Aucun

### Finale en simple
Aucune

### Titre en double
Aucun

### Finale en double
Aucune

## Parcours dans les tournois duGrand Chelem

### En simple

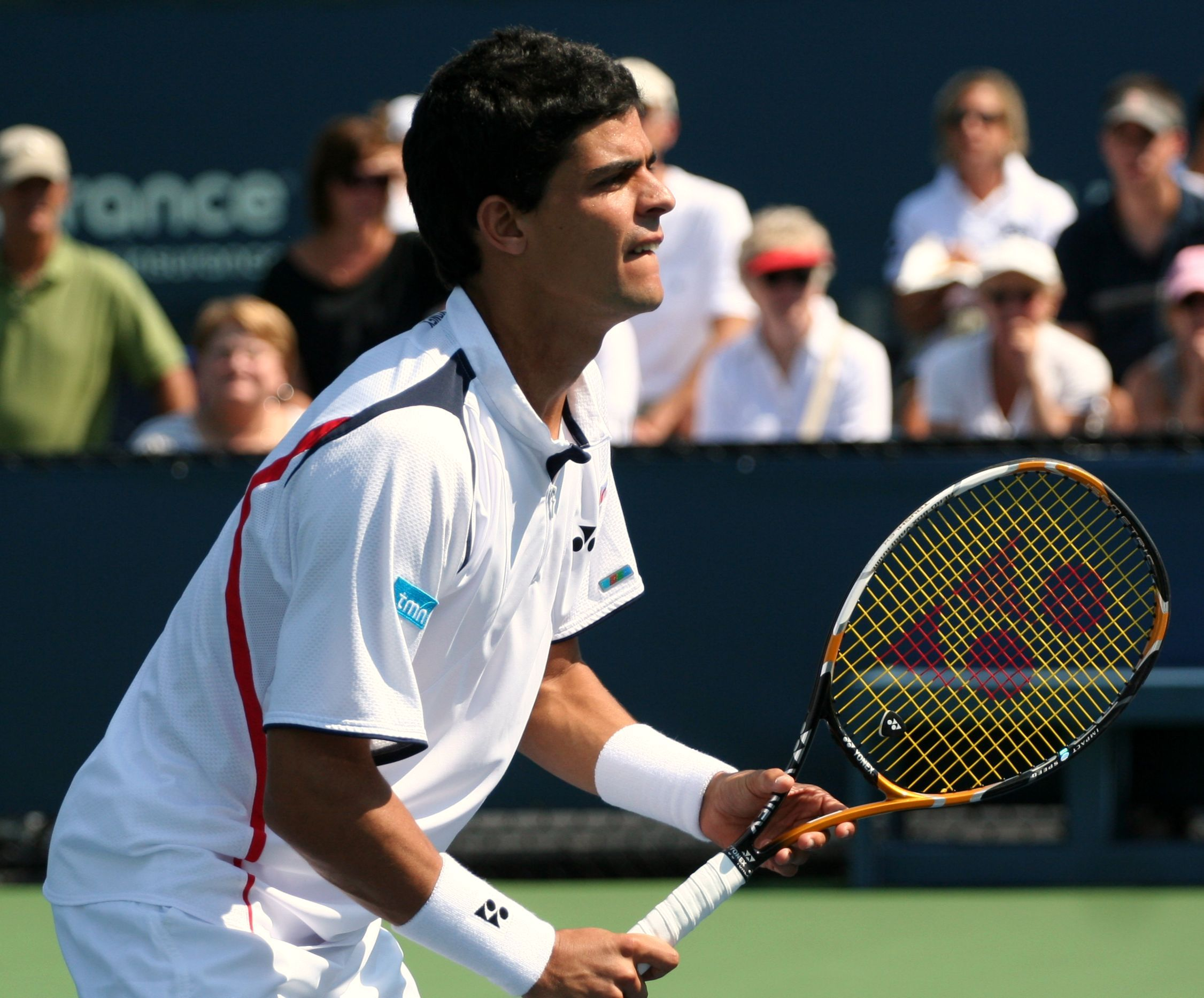
Rui Machado à l'US Open en 2011.

| Année | Open d'Australie | Open d'Australie | Internationaux de France | Internationaux de France | Wimbledon       | Wimbledon | US Open         | US Open     |
| ----- | ---------------- | ---------------- | ------------------------ | ------------------------ | --------------- | --------- | --------------- | ----------- |
| 2008  | —                | —                | —                        | —                        | —               | —         | 2e tour (1/32)  | F. Verdasco |
| 2009  | —                | —                | 2e tour (1/32)           | F. González              | —               | —         | 1er tour (1/64) | D. Köllerer |
| 2010  | —                | —                | —                        | —                        | —               | —         | —               | —           |
| 2011  | 1er tour (1/64)  | S. Giraldo       | 1er tour (1/64)          | J. Benneteau             | —               | —         | 1er tour (1/64) | R. Haase    |
| 2012  | 1er tour (1/64)  | D. Ferrer        | 1er tour (1/64)          | K. Anderson              | 1er tour (1/64) | B. Baker  | 1er tour (1/64) | F. Verdasco |

N.B. : à droite du résultat se trouve le nom de l'ultime adversaire.

### En double
| Année | Open d'Australie         | Open d'Australie      | Internationaux de France         | Internationaux de France | Wimbledon | Wimbledon | US Open                    | US Open                |
| ----- | ------------------------ | --------------------- | -------------------------------- | ------------------------ | --------- | --------- | -------------------------- | ---------------------- |
| 2011  | —                        | —                     | —                                | —                        | —         | —         | 2e tour (1/16) F. Ferreiro | M. Granollers M. López |
| 2012  | 1er tour (1/32) L. Rosol | S. Bolelli F. Fognini | 1er tour (1/32) D. Gimeno-Traver | L. Dlouhý N. Mahut       | —         | —         | —                          | —                      |

N.B. : le nom du ou de la partenaire se trouve sous le résultat ; le nom des ultimes adversaires se trouve à droite.

## Parcours dans lesMasters 1000
| Année | Indian Wells             | Miami | Monte-Carlo | Madrid | Rome | Canada | Cincinnati | Shanghai | Paris |
| ----- | ------------------------ | ----- | ----------- | ------ | ---- | ------ | ---------- | -------- | ----- |
| 2012  | 1er tour G. García-López | -     | -           | -      | -    | -      | -          | -        | -     |

N.B. : sous le résultat se trouve le nom de l’ultime adversaire.